# Álamo Temapache
Álamo Temapache är en kommun i Mexiko.   Den ligger i delstaten Veracruz, i den sydöstra delen av landet, 230 km nordost om huvudstaden Mexico City. Antalet invånare är 104 499. Arean är 1 138 kvadratkilometer.
Terrängen i Álamo Temapache är kuperad åt nordväst, men åt sydost är den platt.
Följande samhällen finns i Álamo Temapache:
- Temapache
- Álamo
- Potrero del Llano
- La Unión
- Vegas de la Soledad y Soledad Dos
- Hidalgo Amajac
- Tincontlán
- Buenos Aires
- Agua Nacida
- Lomas de Vinazco
- Raudal Nuevo
- Tumbadero
- La Reforma
- Kilómetro Treinta y Tres
- General A. Tejeda y su A. Graciano Sánchez
- Loma Bonita
- Las Flores Cinco Poblados
- Ojital Santa María
- Vara Alta
- La Tortuga
- Jardín Viejo
- Puerta Siete
- La Providencia
- Venustiano Carranza
- Estación Chapapote
- Monte Chiquito
- Rodríguez Clara
- Sombrerete Grande
- Citlaltépetl
- El Manantial
- Otatal
- La Esperanza Nueva
- Mesón Molino
- Zanja del Bote
- Manuel Almanza
- Zacatal
- Raya Obscura
- Belén
- Cerro del Plumaje
- Lucio Blanco
- Vicente Guerrero
- Aguacate de Vinazco
- Bienes Nacionales
- Hermenegildo Galeana
- Zapotal Solís
- Ojital Santa María
- Tierra Amarilla
- Santa Rosalía
- Milcahuales
- Agua Zarca
- El Xúchitl
- Nuevo Paso Real
- Ojital la Guadalupe
- El Ixtle
- Augusto Gómez Villanueva
- Ignacio Zaragoza
- La Ensenada
- Xoyotitla
- Tumbadero del Águila
- El Arbolito
- Javier Rojo Gómez
- Adolfo López Mateos
- Monte Verde
- El Aguacate
- Santa Martha
- La Victoria
- Colonia el Esfuerzo
- Artículo Veintisiete Constitucional
- Carolino Anaya
- San Carlos
- Santa Emilia
- Los Insurgentes
- Buena Vista Molino
- Sierra de San Miguel
- Loma Bonita
- José María Pino Suárez
- Cerro de Horcones
- Cerritos Soledad
- La Mata
- General Álvaro Obregón
- Jardines de las Lomas
- La Habana
- El Paraíso
- Alfredo V. Bonfil
- Cinco de Febrero